# Lhaj Thami Breze
 (décembre 2015).
Lhaj Thami Breze (en arabe : لحاج التهامي بريزي), né à Dar Gueddari au Maroc en 1957, est l’ancien président de l’Union des organisations islamiques de France (UOIF) qu’il a présidée pendant quatre mandats de 1992 à 2009. Il est président du fonds de dotation Al-Wakf France et membre du bureau exécutif de Musulmans de France.

## Biographie
Lhaj Thami Breze est diplômé d’un DEA en Sciences politiques, à l’Université de Bordeaux, où il a mené des recherches dans le domaine du « Phénomène de la récupération de l’Islam par les idéologies nationalistes ». Il est élu en mai 2017 au Conseil d’Administration de l’association Musulmans de France et est animateur de séminaires de formation de cadres : associatifs, religieux et éducatifs depuis 1988.
Depuis , il est membre du Bureau exécutif, chargé de l’éducation et de la formation, UOIF, membre du conseil du Dialogue avec l'Islam de France, membre de l'Assemblée générale de l'Institut européen des sciences humaines de Château-Chinon (Nièvre).
Membre du Conseil de la Prévention contre la radicalisation Île-de-France, présidé par le Préfet de la région Île-de-France (2015-2016), membre du Bureau exécutif de la FOIE (Fédération des organisations islamiques en Europe - Bruxelles), responsable de la présentation de l’Islam (2009-2013), membre du Bureau exécutif de l'instance de coordination entre les associations musulmanes dans le monde (Conférence mondiale islamique) (2005-2009), membre du Conseil d’Administration du CFCM (Conseil Français du culte musulman) sous l'égide de l'ancien ministre de l'Intérieur, Nicolas Sarkozy et Président du Conseil Régional du Culte musulman Ile-de-France Centre (CRCM IDF) (2003-2009), il a été de 2004 à 2009 responsable de l’instance d’arbitrage au sein de la FOIE.
Président de l’Union des organisations islamiques en France (actuellement Musulmans de France) (1992-2009), membre du conseil d’administration de la Fondation des Œuvres de l’Islam de France mise en place par l’ancien premier ministre De Villepin (2007-2016), Président du Secours islamique France (1990-1992), consultant au Conseil consultatif de la FOIE (1988-2009), il a été de 1988 à 1992 le Président de l’Association des musulmans de la Gironde (Bordeaux).
Président du conseil régional des Associations islamiques du Sud-Ouest de la France (CRAISOF) (1988-1992), il est membre fondateur d’une instance de dialogue Interreligieux Islamo-chrétien à Bordeaux. 

## Orientation nationale de l’UOIF
L’avènement de Lhaj Thami Breze à l’UOIF marque un tournant dans l’infrastructure, en lui donnant une note « marocaine » , l’institution ayant été jusqu’alors dirigée majoritairement par des musulmans d’origine tunisienne.